# Abbasabad-e Mo’in
Abbasabad-e Mo’in (perski: عباس ابادمعين) – wieś w południowym Iranie, w ostanie Kerman. W 2006 roku miejscowość liczyła 26 osób w 6 rodzinach